# G4S Secure Solutions
G4S Secure Solutions (USA) ist ein US-amerikanisch-britisches Sicherheitsdienstleistungsunternehmen und eine Tochtergesellschaft von G4S plc. Sie wurde 1954 als The Wackenhut Corporation in Coral Gables, Florida, gegründet. Im Jahr 2002 wurde das Unternehmen für 570 Millionen Dollar von der dänischen Group 4 Falck übernommen (die wiederum 2004 im britischen Unternehmen G4S aufging). Die Tochtergesellschaft wurde 2010 von G4S Wackenhut in G4S Secure Solutions umbenannt und hat heute ihren Unternehmenssitz in Jupiter, Florida.

## Tätigkeit
G4S bietet als privates Sicherheitsunternehmen Dienstleistungen für bestimmte Regierungs- und Unternehmensbereiche: Kraftwerke, Versorgungsunternehmen und Chemie/Petrochemie, Finanzinstitute, Krankenhäuser und Gesundheitseinrichtungen, Großunternehmen und die Bauindustrie, Häfen und Flughäfen, Gated Communities, Einzelhandels- und Gewerbeimmobilien sowie Verkehrssysteme. Zu den Kunden gehört u. a. die United States Customs and Border Protection. Dabei stellt G4S Personal zur Verfügung und erarbeitet Sicherheitskonzepte.

## Geschichte
Wackenhut wurde 1954 von dem ehemaligen FBI-Mitarbeiter George Wackenhut und drei Partnern als Special Agent Investigators Inc. gegründet. Zu den frühen Vorstandsmitgliedern gehörten Personen mit Verbindungen zur ultrarechten, antikommunistischen John Birch Society. Wackenhut unterhielt gute Kontakte in die Politik, u. a. zu dem Gouverneur von Florida, Claude Roy Kirk, und dem Senator George Smathers, einem Freund von John F. Kennedy. Schon bald nach seiner Gründung erhielt Wackenhut lukrative Aufträge zur Bewachung von Cape Canaveral und Teststellen für Atomwaffen in Nevada.
Wackenhut blickt auf eine lange Zusammenarbeit mit der US-Regierung und dem Militär zurück. Das Unternehmen rekrutierte in großem Umfang bei Militär und Geheimdiensten. Viele ehemalige CIA-, FBI- und andere Regierungsbeamte haben im Laufe der Jahre auf den oberen Ebenen des Unternehmens gearbeitet. Im Vorstand von Wackenhut saßen z. B. der ehemalige FBI-Direktor Clarence Kelley und der stellvertretende CIA-Direktor und Verteidigungsminister Frank Carlucci. William Casey, der CIA-Direktor von Präsident Ronald Reagan, war der Anwalt von Wackenhut, bevor er in die Reagan-Regierung eintrat.
Der rechtsgerichtete Wackenhut begann während der McCarthy-Ära Dossiers mit Informationen über politisch verdächtige Personen zu sammeln, die kommunistischer Aktivitäten bezichtigt wurden. 1965 gab Wackenhut gegenüber potenziellen Investoren an, dass das Unternehmen Akten über 2,5 Millionen verdächtige Personen führte, jedem 46. erwachsene Amerikaner. Im folgenden Jahr wurde Wackenhut an der Börse notiert.
In Nicaragua soll Wackenhut mit den Contras zusammengearbeitet haben und während des Kalten Krieges Kontakte zu rechtsgerichteten Todesschwadronen in Lateinamerika unterhalten haben. Der damalige Direktor für internationale Operationen, Ernesto Bermudez, gab zu, dass er 1.500 Männer in El Salvador hätte, die „Dinge tun, von denen Sie nicht wollen, dass Ihre Mutter sie erfährt“. Ein ehemaliger FBI-Mitarbeiter gab zu Protokoll; „Es ist in der gesamten Branche bekannt, dass man Wackenhut anruft, wenn man einen schmutzigen Job erledigt haben will.“ In Belgien soll Wackenhut in den 1980er Jahren mit Rechtsextremen zusammengearbeitet haben, welche wiederum Kontakte zu Sicherheitsdiensten unterhielten. Wackenhut verließ Belgien Anfang der 1980er Jahre, nachdem Anschuldigungen laut geworden waren, dass das Wachpersonal Kinder von Einwanderern in Kellerräume lockte und sie dort schlug. Das Unternehmen soll sich während des Iran-Irak-Kriegs auch an der Aufrüstung von Saddam Husseins Irak mit Chemiewaffen beteiligt haben.
Der CIA-Analyst William Corbett erklärte: „Seit Jahren arbeitet Wackenhut mit der CIA und anderen Behörden zusammen, darunter auch mit der DEA. Wackenhut hat der CIA erlaubt, Positionen innerhalb des Unternehmens zu besetzen, um versteckte Operationen durchzuführen.“ Wackenhut habe den Geheimdiensten Informationen zur Verfügung gestellt und sei im Gegenzug mit Regierungsaufträgen belohnt worden. Als Partner der US-Regierung erhielt Wackenhut Aufträge in heiklen Bereichen der nationalen Sicherheit, wie Botschaften und Kernkraftwerken. Unter der Reagan-Regierung kam es zu einem deutlichen Anstieg der Aufträge.
Während der Reagan-Regierung stieg Wackenhut in die lukrative privatisierte Gefängnisindustrie ein und gründete dafür 1984 die Wackenhut Corrections Corporation (WCC). Von der Masseninhaftierung in den USA profitierte Wackenhut und konnte in diesem Geschäftsbereich hohe Gewinne erzielen, u. a. durch die Billigarbeit von Häftlingen für Großunternehmen, wobei Wackenhut ein Drittel des Marktes kontrollierte. Die Zustände in von Wackenhut verwalteten Einrichtungen wurden kritisiert, wobei Kostensenkungen zu unhaltbaren Zuständen und Gewalt führten. Wächtern von Wackenhut wurde in mehreren Fällen vorgeworfen, Gefängnisinsassen vergewaltigt zu haben.
Wackenhut wurde 2002 von der dänischen Group 4 Falck übernommen. Das Gefängnisgeschäft von Wackenhut wurde 2003 als eigenes Unternehmen unter dem Namen The Geo Group ausgegliedert und an der Börse gelistet. Das Unternehmen betreibt heute ehemalige Wackenhut-Einrichtungen in 14 Bundesstaaten sowie in Südafrika und Australien. Einige Einrichtungen, wie z. B. die Wackenhut Corrections Centers in New York, behalten den Namen Wackenhut bei, obwohl sie eigentlich keine Verbindung mehr zu dem Unternehmen haben.
Die Wackenhut Corporation erbrachte Sicherheitsdienste für zahlreiche Kernkraftwerke. Im September 2007 filmten die Mitarbeiter Kerry Beal und Paul A. Kennedy ihre Kollegen vom Sicherheitsdienst im Kernkraftwerk Peach Bottom beim Schlafen während des Dienstes. Beal hatte zuvor versucht, die Vorgesetzten bei Wackenhut und die US-Nuklearaufsichtsbehörde über die Sicherheitsverstöße zu informieren. Der Vertrag mit Wackenhut wurde daraufhin gekündigt, wodurch die Bewachung von Peach Bottom und neun weiteren Kernkraftwerken durch Wackenhut eingestellt wurde.
Mehrere ehemalige Wackenhut-Mitarbeiter wurden 2010 für die Vergewaltigung und Ermordung von Janet Chandler im Jahre 1979 zu lebenslangen Haftstrafen verurteilt. Dem Unternehmen wurde vonseiten der Eltern der Ermordeten vorgeworfen, den Fall vertuscht zu haben und eine Mitschuld zu tragen.
Am 12. Juni 2016 verübte Omar Mateen, der von 2007 bis zu seinem Tod bei G4S arbeitete, einen der größten Amokläufe in der Geschichte der Vereinigten Staaten, als er 49 Menschen in einem Nachtclub in Orlando tötete. Daraufhin geriet das Unternehmen wegen seiner Unfähigkeit, vorherige Warnsignale zu erkennen, ins Kreuzfeuer der Kritik. 2013 sagte ein Mitarbeiter, er habe sich bei den Vorgesetzten von G4S über Mateens häufige gewalttätige, rassistische und homophobe Tiraden beschwert, aber das Unternehmen habe ihn ignoriert.